# 新顿涅茨凯

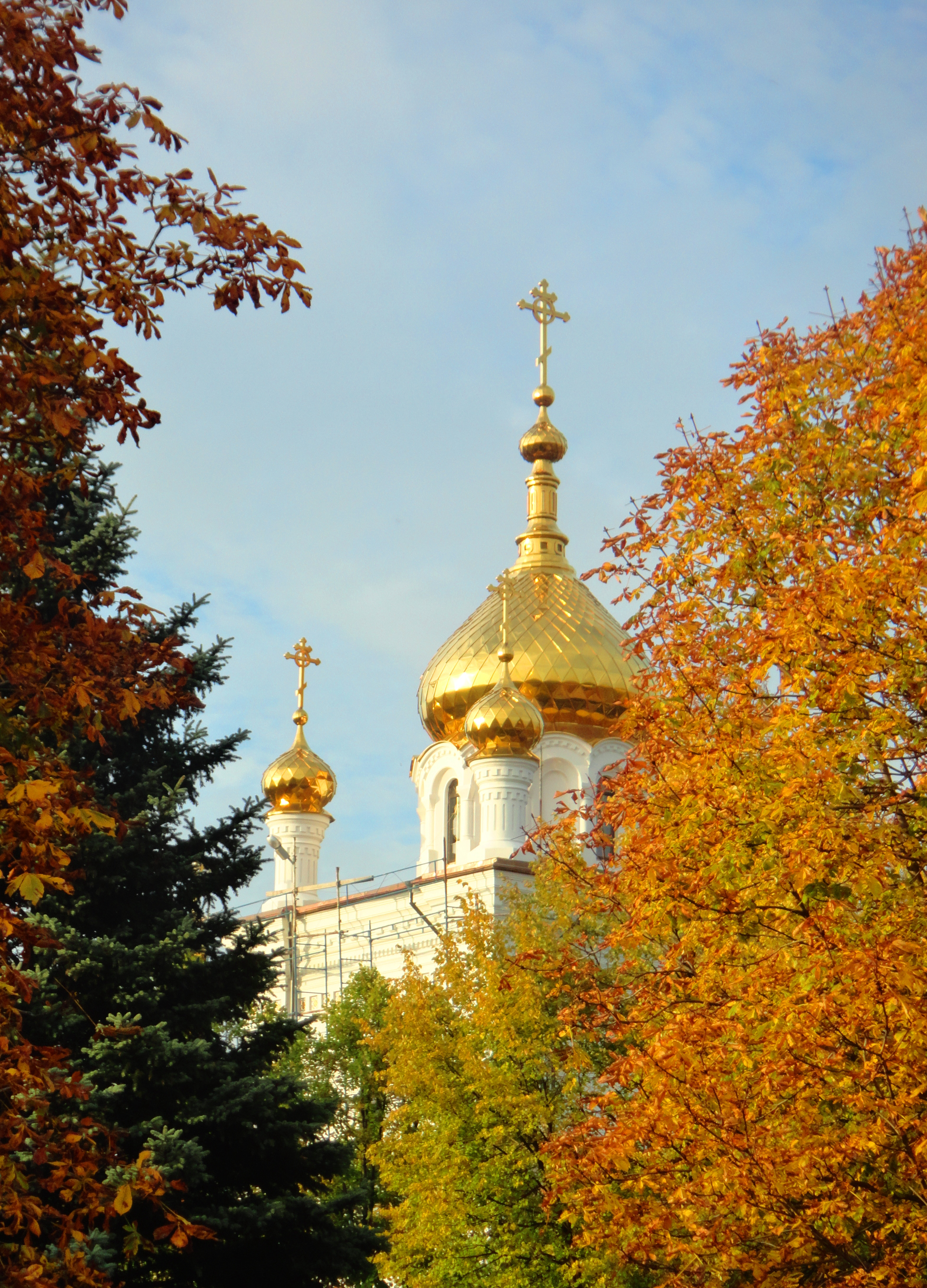
教堂

新顿涅茨凯，或新顿涅茨克（羅馬化：Novodonetske），是烏克蘭東部頓涅茨克州克拉马托尔斯克区新顿涅茨凯市镇内的市級鎮及其行政中心。處於沃佳納河畔，距離頓涅茨克124公里，海拔高度132米，2013年該市級鎮人口5,903。